# FIA EcoTest
Der FIA Ecotest ist ein Bewertungssystem der FIA Foundation (Weltverband der Automobilclubs), das die Schadstoffe Kohlenmonoxid, Kohlenwasserstoffe, Stickoxide sowie beim Diesel die Rußpartikel und das Treibhausgas CO2 umfasst.
Die Schadstoffe werden zu einem einzigen Indikator (Sterne bzw. Punkte) zusammengefasst, die CO2-Bewertung unterscheidet zwischen den Fahrzeugklassen (zweisitzige Kleinwagen bis Oberklasse). Die Bewertungen werden seit dem Jahr 2003 durchgeführt. 2009 wurde erstmals ein Pkw mit der Höchstzahl (5/5) Sternen ausgezeichnet, der VW Passat 1.4 TSI EcoFuel.
Siehe auch: Auto-Umweltliste des VCD